# Arthrovertex xena
Arthrovertex xena är en kvalsterart som beskrevs av Sandór Mahunka 1988. Arthrovertex xena ingår i släktet Arthrovertex och familjen Scutoverticidae. Inga underarter finns listade i Catalogue of Life.